# Grabów nad Wisłą (gmina)
Grabów nad Wisłą (od 1973 Przyłęk) – dawna gmina wiejska istniejąca do 1954 roku w woj. kieleckim. Siedzibą władz gminy był Grabów nad Wisłą. 
W okresie międzywojennym gmina Grabów nad Wisłą należała do powiatu kozienickiego w woj. kieleckim. Po wojnie gmina zachowała przynależność administracyjną. Według stanu z dnia 1 lipca 1952 roku gmina składała się z 24 gromad: Babin, Florianów, Grabów nad Wisłą, Karolin, Krzywda, Lipiny, Łagów, Ługi, Mieczysławów, Mierziączka, Okrężnica, Przyłęk, Stefanów, Sycyna, Sydół, Wólka Łagowska, Wólka Szelężna, Wólka Zamojska, Wysocin, Zacisze, Załazy, Zamość, Zielonka Nowa i Zielonka Stara.
Jednostka została zniesiona 29 września 1954 roku wraz z reformą wprowadzającą gromady w miejsce gmin. Po reaktywowaniu gmin z dniem 1 stycznia 1973 roku gminy Grabów nad Wisłą nie przywrócono, utworzono natomiast jej terytorialny odpowiednik, gminę Przyłęk w powiecie zwoleńskim w tymże województwie.
Zobacz też: Gmina Grabów.